# Sofiero

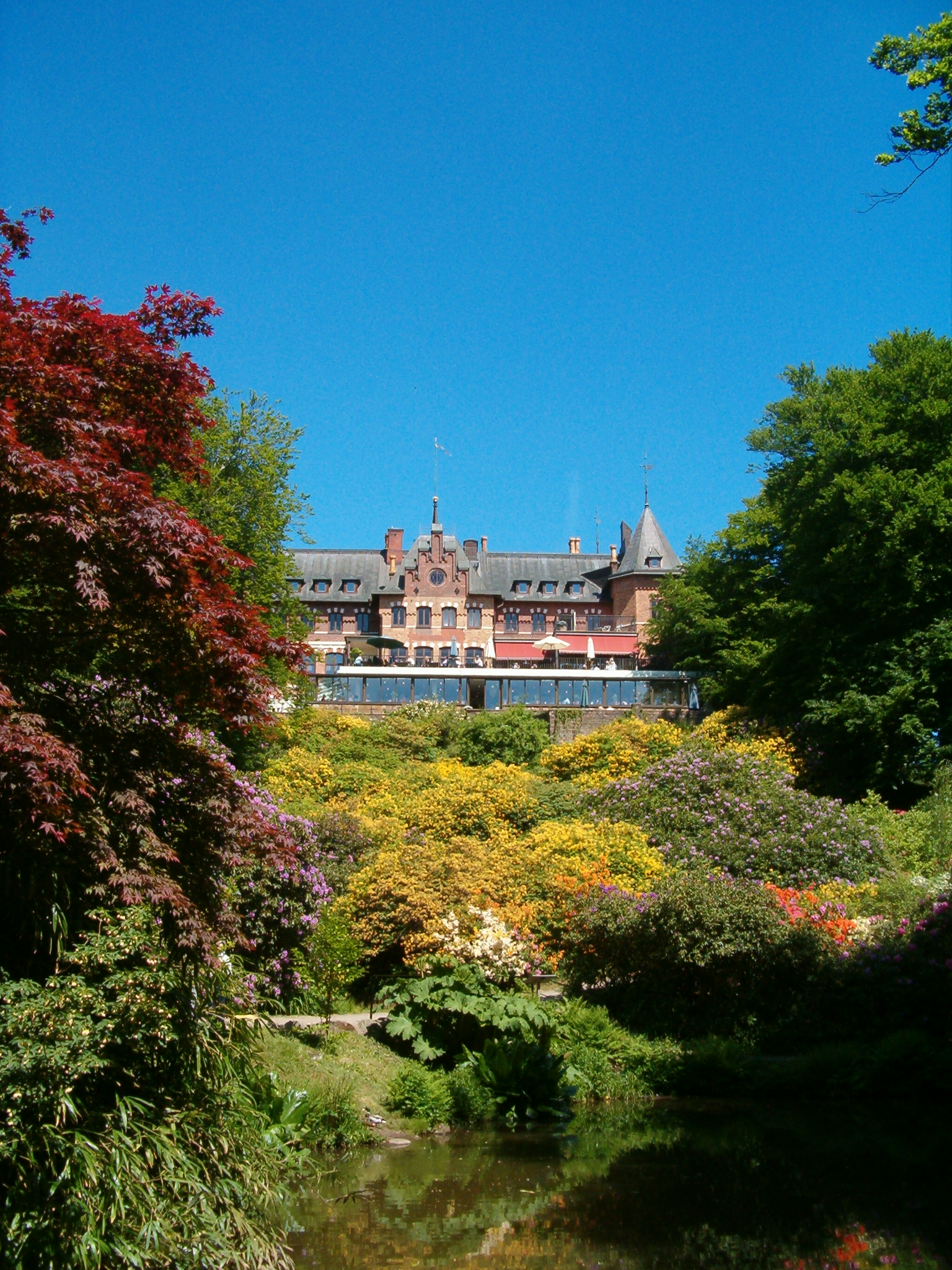
Sofiero från parken.

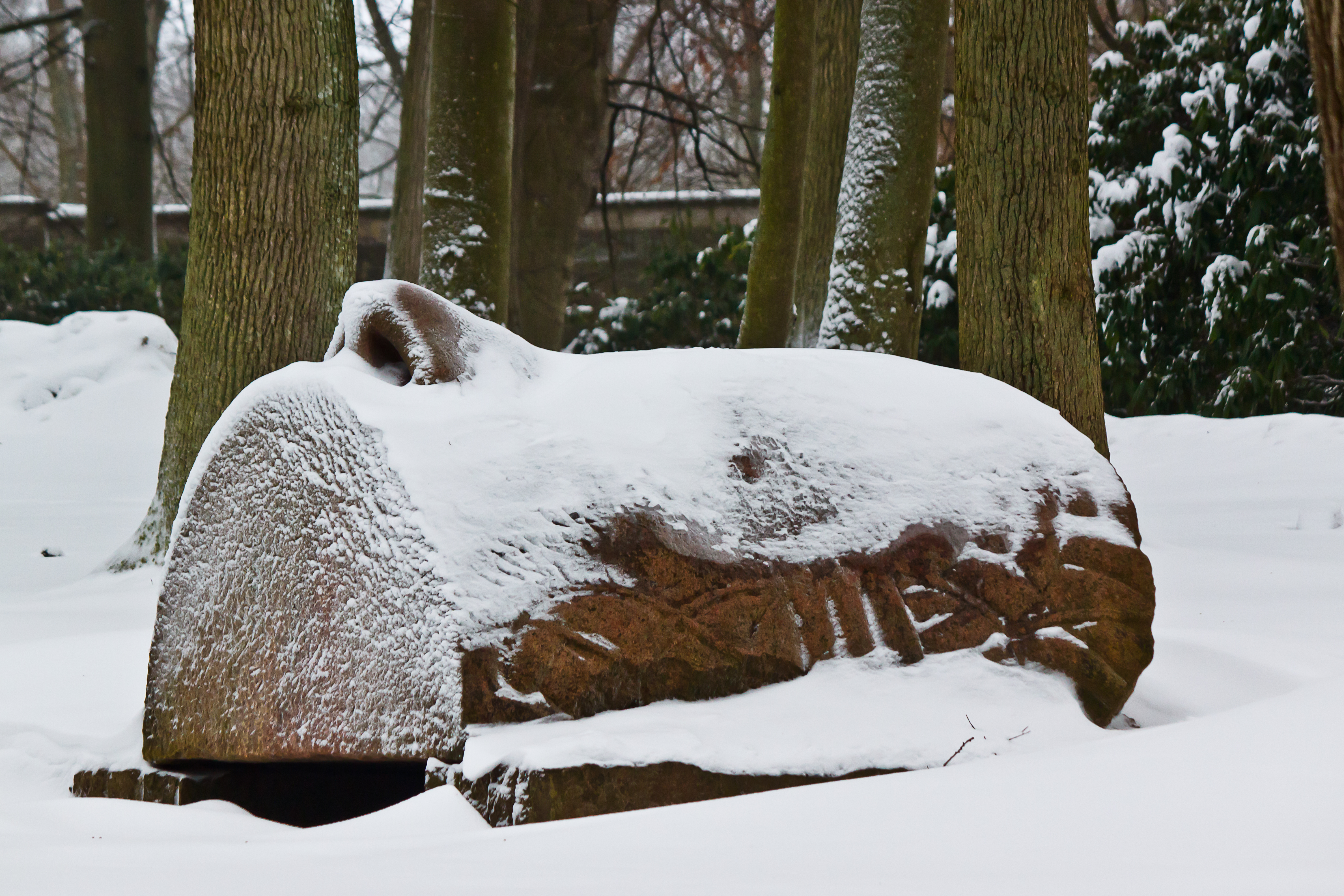
Skulpturparken på Sofiero vintertid.

Sofiero är ett slott med en 15 hektar stor parkträdgård i Helsingborgs socken i Helsingborgs kommun, omkring fem kilometer norr om centrala Helsingborg. I anslutning till slottsbyggnaden finns också en gourmetrestaurang. I parken kring slottet brukar anordnas utställningar och andra arrangemang. Sofiero har norra Europas största samling av rhododendron. I parken finns cirka 10 000 rhododendronbuskar av 300 olika arter och lika många hybrider. Parken utnämndes till Europas vackraste 2010. Sofiero är sedan 1 januari 2015 en del av det kommunala bolaget Helsingborg Arena och Scen AB med Jeanette Gustafsdotter som verkställande direktör.

## Historia

### Oscar (II) och Sofia (1864–1905)
Sommaren 1864 tillbringade prins Oscar (II), prinsessan Sofia och barnen på Kulla Gunnarstorps slott, som då ägdes av Baltzar von Platen, vid Öresund, inte långt från det nuvarande Sofiero. Både prinsessan och äldste sonen, prins Gustaf (V), var sjukliga och behövde frisk luft. Prinsparet blev förtjust i platsen där Sofiero nu ligger, prästhemmanet Skrabelycke, med utsikten mot Danmark och den skogklädda ravinen ner mot Öresunds vatten. I september 1864 köpte de Skrabelycke, som fick namnet Sophie-Ro. I april 1865 restes takstolarna till den sommarvilla med sex torn som prinsparet lät uppföra på Sophie-Ro. I juli 1866 flyttade familjen dit från Stockholm. Familjen levde ett sorglöst liv på Sofiero, prinsessan Sofia tog ridturer på sin häst Ada och de fyra prinsarna växte sig starka under vistelserna på landet som var mycket friare än hovlivet i Stockholm.
Oscar II blev kung 1872 efter brodern Karl XV:s död. Oscar och Sofia fortsatte att residera på Sofiero om somrarna, men nu när de inte endast var hertigparet av Östergötland utan Sveriges kungapar, och de fyra prinsarna dessutom växte sig allt större, medförde det en större hovstat, och sommarvillan på Sofiero blev för liten. I juni 1874 påbörjades en ombyggnad av slottet som avslutades 1876. Sofiero hade nu två våningar, istället för en som tidigare, och totalt 35 rum, exklusive ekonomiutrymmen. Under åren som följde besöktes Sofiero ofta av den skånska aristokratin, men också av utländska kungligheter. Tsar Alexander gästade slottet 1893. När kung Edvard VII av Storbritannien kom på besök 1901 skedde det under högst informella former.
Under 1890-talet blev kungaparets besök på Sofiero mer sällsynta. Drottningen ordinerades torr skogsluft istället för Öresunds salta vindar, och kungen föredrog att resa med det kungliga fartyget Drott och sågs som en flitig gäst inte minst på Marstrand i Bohuslän. Sista gången Oscar och Sofia vistades tillsammans på Sofiero var i samband med Helsingborgsutställningen 1903.

### Gustaf (VI) Adolf, Margareta och Louise (1905–1973)
När Oscars och Sofias sonson prins Gustaf (VI) Adolf gifte sig med Margareta av Storbritannien 1905 fick de Sofiero i bröllopsgåva av kungen och drottningen. De anlände till Sofiero den 22 juli 1905. Under prinsessan Margareta genomgick Sofiero en förändring från den oscarianska tidens tunga mörka inredningsideal till en modernare, ljusare stil. När Oscar II dog 1907 och Gustaf V uppsteg på tronen blev Gustaf Adolf och Margareta Sveriges kronprinspar, men trots en mer officiell ställning och fler plikter slutade de inte vistas på Sofiero.
När Gustaf Adolf och Margareta övertog Sofiero 1905 var trädgården omodern och skötseln av den eftersatt. Endast en liten del av slottsområdet var anlagd trädgård, främst den stora gräsmattan öster om slottet. Här växte träd som äkta kastanj, blodbok, akacia och kejsarträd. I övrigt fanns en frukt- och köksträdgård, och på terrassen på sjösidan för det sena 1800-talet typiska tapetgrupper. Ravinen ner mot havet var orörd natur och betraktades av samtiden som dyster. Kronprinsessan Margareta kom från en trädgårdsintresserad familj, och inspirerad av den engelska Arts and Crafts-rörelsens trädgårdsideal skapade hon Sofieros nya trädgård. Längs den så kallade blomstergatan anlades 1910 stora rabatter, med en bredd av minst fem meter. De planterades med rikliga mängder blommor, men bara en sort i varje rabatt. För att skydda planteringarna mot vinden konstruerades en spaljé som täcktes med humle, kaprifol, klematis och trädslinga. Margareta utgav de för sin tid nyskapande böckerna Vår trädgård på Sofiero (1915, nyutgåva 1995) och Från blomstergården (1917), med många fotografier tagna av henne själv och hovfotografen Alfred B. Nilsson, flera av dem i färg redan på 1910-talet. Genom böckerna om Sofiero, men också blomstergatan på Baltiska utställningen i Malmö 1914, presenterade Margareta den moderna engelska trädgården i Sverige.

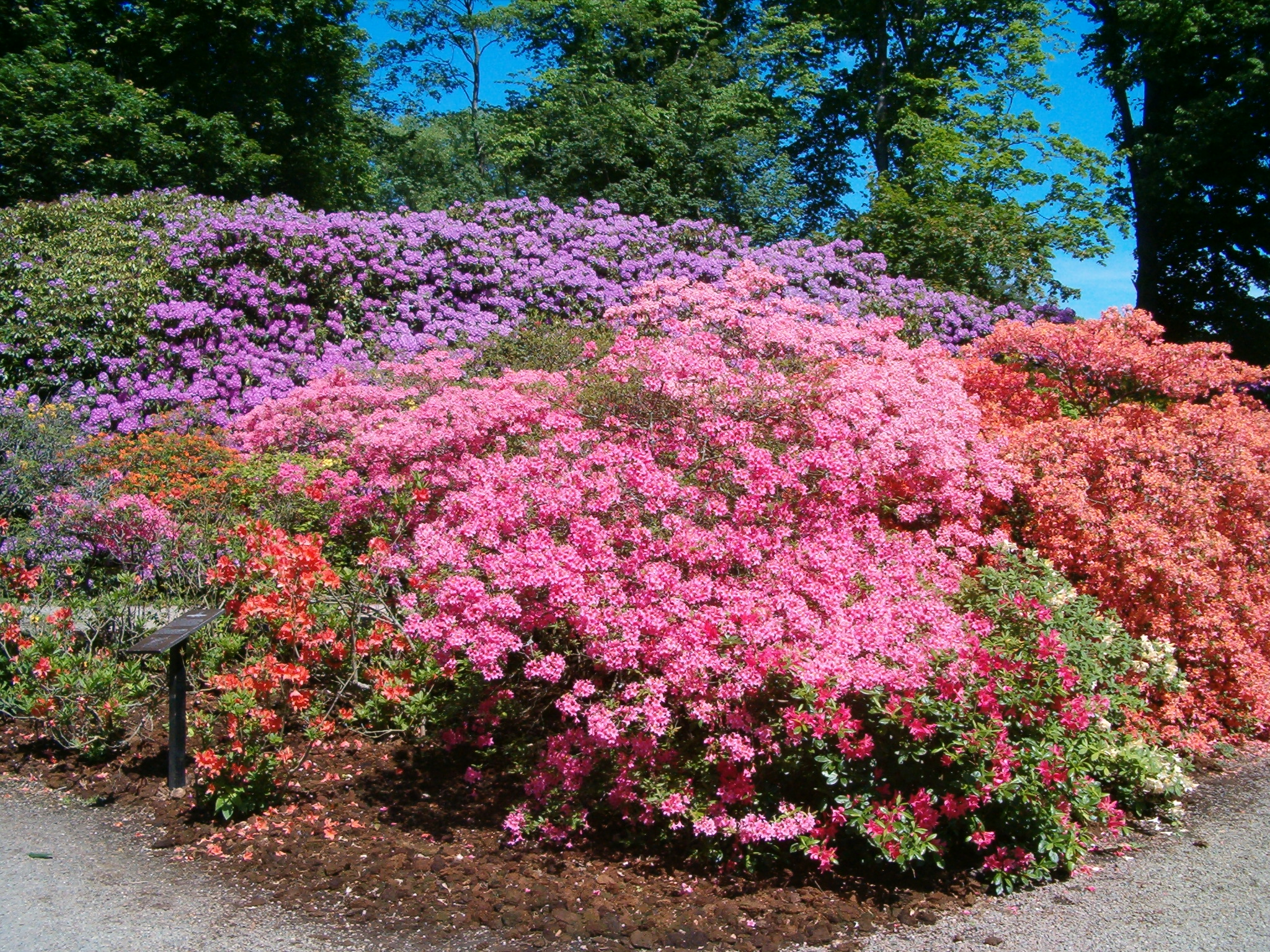
Gustaf VI Adolfs rhododendron på Sofiero.

Margareta dog 1920, och Gustaf Adolf gifte om sig med Louise Mountbatten 1923. Även kronprinsen hade ett stort intresse för trädgårdskonst, och på 1930-talet började han samla på rhododendron. Samlingen kom med tiden att omfatta nästan fem hundra olika sorter. Rhododendronsamlingen fick stor uppmärksamhet, från frö till fullstor planta. Fram till Gustaf VI Adolfs död 1973 fanns en plantskola på Sofiero, och samarbete bedrevs med bland annat Göteborgs botaniska trädgård och Kew Gardens i London. Utöver rhododendron planerades också nästan 2 000 pelargoner och över 300 margeriter på Sofiero varje år. Redan under Oscar II:s tid planterades fruktträd på Sofiero, och under Gustaf VI Adolfs tid skördades som mest 26 ton frukt årligen. Det mesta såldes, men fortfarande på 1960-talet förvandlades mycket frukt till sylt och saft i slottsköket, för att sedan transporteras upp till Stockholm med tåg på hösten. Till Sofiero hörde också 80 tunnland odlad jord, varav mycket såldes till Helsingborgs stad 1964.
Gustaf VI Adolf blev kung 1950 när Gustaf V dog.
Några exempel på utländska statsmän som gästat Sofiero är Indiens premiärminister Jawaharlal Nehru 1957, USA:s förre president Dwight D. Eisenhower 1962 och USA:s vicepresident Lyndon B. Johnson 1963.

### Sofiero under Helsingborgs stad (1973–)
I sitt testamente, daterat 7 december 1959, skänkte Gustaf VI Adolf egendomen Sofiero till Helsingborgs stad, på villkor att staden åtog sig att "för all framtid [...] vidmakthålla parken och trädgårdsanläggningarna i huvudsakligen nuvarande utformning och skick samt hålla anläggningarna tillgängliga för allmänheten i sådan omfattning och på sådana villkor som kunna anses skäliga". Parken på Sofiero fick alltså inte förvanskas, men däremot fick byggnaderna ändras eller till och med rivas. Slottet befann sig nämligen i dåligt skick och krävde omfattande renoveringar. Kungen dog den 15 september 1973 på Helsingborgs lasarett, och slottet överlämnades till Helsingborgs stad, men att ta emot gåvan var inte självklart. Ett argument var att det skulle kosta dyra skattepengar, medan republikaner av ideologiska och principiella skäl inte ville ta emot kungens gåva. Kommunfullmäktige ville dock annorlunda och beslutade att ta emot gåvan på kungens villkor. I maj 1974 öppnade parken för allmänheten. I slottet fanns kafeteria och ett litet konstgalleri. Inträdet var på den tiden två kronor, en krona för pensionärer. Sommaren 1974 besöktes parken av nästan 150 000 personer.
1978 hölls den första utställningen på Sofiero, då Helsingborgs museum ombesörjde att Kungliga Husgerådskammarens utställning "Svenska folkets gåvor till kungaparets bröllop och prinsessdop" visades på slottet. Samtidigt lånade konstsamlaren Sture Andersson, Borstahusgreven kallad, ut konstverk av bland andra Marc Chagall, Salvador Dalí och Henri Matisse. Året därpå, 1979, hölls den första konserten, då sopranen Birgit Nilsson lockade 5 000 personer i publiken. Samma år visades konst av kronprinsessan Margareta och prins Eugen på Sofiero.
1979 beslutades att Sofiero inte får användas för kommersiella ändamål. Som ett erkännande av Helsingborgs stads skötsel av Sofiero skänkte kronprinsessan Margaretas barn 1992 en medaljong med moderns porträtt, utförd av Carl Milles.
Den 31 mars 2010 tillkännagavs att Sofiero slott och slottsträdgård med sin engelska park utsetts till Europas vackraste park 2010. Tillkännagivandet skedde på Sofiero. Det är en jury med experter från sex länder som har valt ut parken.

### Sofias bro

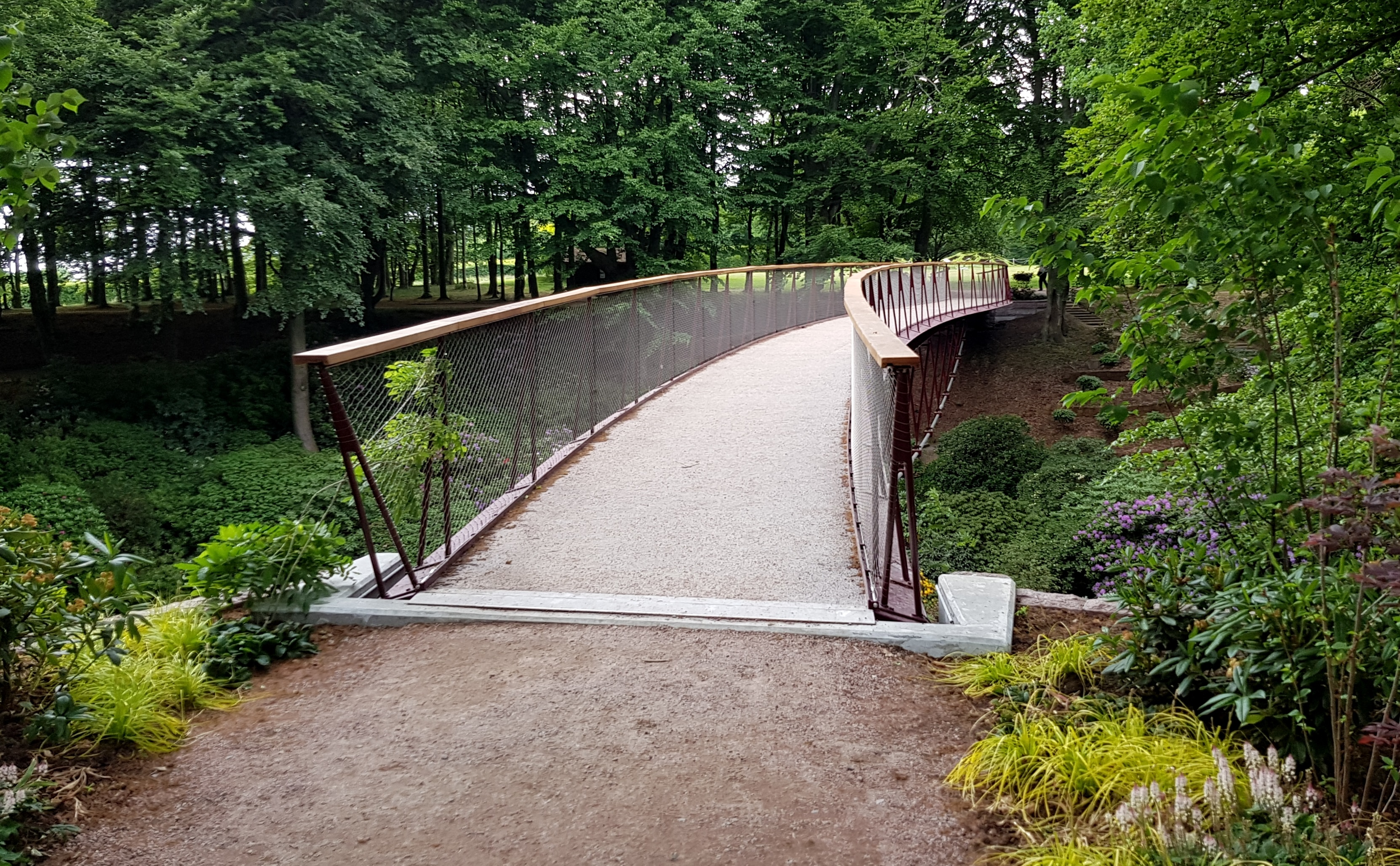
Sofias bro.

Den 14 april 2018 invigdes en 57 meter lång bro över ravinen. Delarna till bron tillverkades i Polen och svetsades ihop innan den  lyftes på plats.
Sofias bro, som kostade 8 miljoner att bygga, belönades med Stålbyggnadspriset år 2021.